# 꾸러기 탐구생활
《꾸러기 탐구생활》은 2010년 1월 13일부터 SBS TV에서 방송되는 과학 전문 최장수 어린이 프로그램이다.

## 방송 시간
| 방송 채널 | 방송 기간                          | 방송 시간                             | 방송 분량 | 비고      |
| SBS TV    |                                    |                                       |           |           |
| --------- | ---------------------------------- | ------------------------------------- | --------- | --------- |
| SBS TV    | 2010년 1월 13일 ~ 2016년 4월 21일  | 수요일 ~ 목요일 오후 4:30 ~ 저녁 5:00 | 30분      | 독립 편성 |
| SBS TV    | 2016년 4월 25일 ~ 2016년 12월 27일 | 월요일 ~ 화요일 오후 4:30 ~ 저녁 5:00 | 30분      | 독립 편성 |
| SBS TV    | 2017년 1월 2일 ~ 2017년 2월 21일   | 월요일 ~ 화요일 오전 11:30 ~ 낮 12:00 | 30분      | 독립 편성 |
| SBS TV    | 2017년 2월 27일 ~ 현재             | 월요일 ~ 화요일 오전 11:00 ~ 11:30    | 30분      | 독립 편성 |
| SBS TV    | 2024년 12월 9일                    | 월요일 오전 11:30 ~ 12:30             | 30분      | 통합편성  |

## 역대 탐구대원

### 현재 탐구대원
- 전호원
- 김태윤
- 진예진
- 박준희
- 박진희

### 전 탐구대원
- 진지희
- 윤선정
- 최한솔
- 이혜인
- 민규원
- 한희규
- 황서연
- 김승윤
- 이서영
- 신규리
- 김혜원
- 추수빈
- 조성한
- 한도현
- 조수정
- 구지혜
- 김대우
- 김상현
- 김혜진
- 박규란
- 박선
- 이예은
- 정민준
- 조연우
- 최정은
- 최루미
- 정태원
- 박하준

## 결방 및 편성 변경
- 2024년 10월 1일 : 제 76주년 《국군의날》 기념식 편성으로 인한 결방
- 2024년 12월 9일 : 윤석열 대통령 탄핵관련 SBS뉴스특보 로 인한 오전 11시 30분으로 변경
- 2025년 6월 3일 : 2025대통령선거 국민의선택 으로 인한 결방
- 2025년 7월 7일 : 보석이네 건강수다 재방송 편성으로 인한 결방

## 수상
- 2010년 제37회 한국방송대상 어린이·청소년 부문 작품상